# La Gloria (Ixtapangajoya)
La Gloria es una localidad del estado mexicano de Chiapas. Es parte del municipio de Ixtapangajoya.

## Demografía
| Gráfica de evolución demográfica |
|                                  |

| Censo | Población |
| ----- | --------- |
| 1910  | 102       |
| 1921  | —         |
| 1930  | 395       |
| 1940  | 468       |
| 1950  | 421       |
| 1960  | 478       |
| 1970  | 614       |
| 1980  | 781       |
| 1990  | 1 144     |
| 2000  | 1 414     |
| 2010  | 1 478     |
| 2020  | 1 715     |